# 1994 HA
1994 HA är en asteroid i huvudbältet som upptäcktes den 17 april 1994 av den japanska astronomen Takao Kobayashi vid Ōizumi-observatoriet.
Asteroiden har en diameter på ungefär 4 kilometer.